# Wilhelm Hörstadius
Gustaf Wilhelm Hörstadius, född den 9 april 1856 i Järlåsa socken, Uppsala län, död den 5 november 1934 i Stockholm, var en svensk jurist. Han var far till Ejnar, Nils och Sven  Hörstadius.
Hörstadius, vars far var advokatfiskal, blev student vid Uppsala universitet 1875 och avlade hovrättsexamen där 1879. Han blev vice häradshövding 1882, amanuens i Sjöförsvarsdepartementet samma år, tillförordnad fiskal i Svea hovrätt 1884, adjungerad ledamot där 1887, hovrättsfiskal där 1889 och assessor där 1890. Hörstadius var hovrättsråd 1900–1926, divisionsordförande 1909–19126 och tillförordnad president 1924. Han var ordförande i Föreningen för sinnesslöa barns vård från 1908, i Sällskapet till dygdigt och troget tjänstefolks belöning från 1926, styrelseledamot i Sällskapet för svenska kvartettsångens befrämjande från 1905 och i Svenska sångarförbundet från dess bildande 1909. Hörstadius blev riddare av Nordstjärneorden 1901, kommendör av andra klassen av samma orden 1914 och kommendör av första klassen 1927. År 19342 tilldelades han Illis quorum meruere labores av åttonde storleken.